# Сказки об Италии
«Сказки об Италии» — цикл из 27 небольших рассказов Максима Горького. Цикл был создан в период 1911—1913 гг., во время первой эмиграции писателя. Горький жил в Италии на острове Капри, но много путешествовал по другим городам страны. Впечатления от увиденного легли в основу «Сказок об Италии».

## История создания и публикация
В 1906 году Максим Горький из-за туберкулеза уезжает в Италию. В октябре он прибывает на остров Капри, где проживет семь следующих лет. В 1911 году Горький начинает писать рассказы будущего цикла. В их основе впечатления писателя от увиденного во время путешествия по Италии. Кроме того многие сюжеты были взяты из материалов рабочего движения Италии и из газетных сообщений о судебных процессах. Сказки печатались в большевистских периодических изданиях по отдельности. Только в 1912 году в России выходит первое отдельное издание цикла под названием «Сказки». Рассказы в сборнике подверглись цензурным изъятиям и были поданы не в той последовательности, на которой настаивал Горький. На титульном листе был напечатан эпиграф из Андерсена: «Нет сказок лучше тех, которые создает сама жизнь». Книга была посвящена гражданской жене автора М. Ф. Андреевой.
Помимо России сказки получили распространение в Италии, Франции, Германии.  В отличие от рабочей прессы, в буржуазной критике рассказы подверглись нападкам. Критиковалась тематика рассказов, также их заглавие. Горький продолжает работу над рассказами до своего возвращения в Россию в 1913 году. После революции 1917 года сказки были опубликованы без цензуры и в последовательности Горького. Своё название «Сказки об Италии» цикл получил лишь в 1923 году.

## Критика
Часть напечатанных в большевистской прессе «Сказок», была высоко оценена В. И. Лениным как отличный пропагандистский материал.

«Великолепными «Сказками» Вы очень и очень помогали «Звезде», и это меня радовало чрезвычайно».— из письма В. И. Ленина Горькому в феврале — марте 1912 года.
Ленин оценил и художественную манеру Горького.

«Не напишете ли майский листок? Или листовочку в таком же майском духе? Коротенькую, "духоподъемную", а?.. Хорошо бы иметь революционную прокламацию в типе Сказок "Звезды"».— из письма В. И. Ленина Горькому в феврале 1912 года.
В 1914 году в газете «Правда» была опубликована рецензия на цикл. Автор рецензии писал, что главным героем «Сказок об Италии» является народ, а Горький «очень часто является проповедником новой правды...». В «Сказках об Италии» отмечались мотивы и идеи, присущие рабочему классу России, готовящемуся к новой решительной схватке с эксплуататорами.

«Порой кажется, что этот народ близок нам и давно знаком, ибо слишком родственны переживания, стремления его и русскому народу».— «Дооктябрьская «Правда» об искусстве и литературе», стр. 55.

## Издания

### Отдельные издания рассказов
Источник списка здесь.
| Рассказ | Издание                       | Год  | Номер                             | Примечание                                   |
| ------- | ----------------------------- | ---- | --------------------------------- | -------------------------------------------- |
| I — II  | газета «Звезда»               | 1911 | номер 7 от 29 января              |                                              |
| III     | журнал «Новая жизнь»          | 1911 | номер 5, апрель                   |                                              |
| IV      | газета «Звезда»               | 1911 | номер 21 от 7 мая                 |                                              |
| V — VII | журнал «Современник»          | 1911 | номер 6, июнь                     |                                              |
| VIII    | газета «Звезда»               | 1911 | номер 29 от 12 ноября             |                                              |
| IX      | газета «Киевская мысль»       | 1911 | номер 301 от 31 октября           |                                              |
| X       | журнал «Путь»                 | 1912 | номер 4, февраль                  |                                              |
| XI      | журнал «Путь»                 | 1911 | номер 2, декабрь                  |                                              |
| XII     | журнал «Запросы жизни»        | 1912 | номер 1 от 6 января               |                                              |
| XIII    | газета «Звезда»               | 1912 | номер 1 от 6 января               |                                              |
| XIV     | газета «Звезда»               | 1912 | номер 6 от 2 февраля              |                                              |
| XV      | Сборник товарищества «Знание» | 1912 | книга тридцать восьмая, СПб. 1912 |                                              |
| XVI     | журнал «Запросы жизни»        | 1912 | номер 5 от 4 февраля              |                                              |
| XVII    | газета «Звезда»               | 1912 | номер 17 от 13 марта              |                                              |
| XVIII   | журнал «Запросы жизни»        | 1912 | номер 23 от 8 июня                |                                              |
| XIX     | журнал «Запросы жизни»        | 1912 | номер 16 от 21 апреля             |                                              |
| XX      | журнал «Запросы жизни»        | 1912 | номер 19 от 11 мая                |                                              |
| XXI     | газета «Одесские новости»     | 1910 | номер 8305, 29 декабря            | рассказ вышел под заглавием «Праздник»       |
| XXII    | газета «Русское слово»        | 1913 | номер 1 от 1 января               | рассказ вышел под заглавием «Нунча»          |
| XXIII   | газета «Русское слово»        | 1912 | номер 297 от 25 декабря           | рассказ вышел под заглавием «Ночью»          |
| XXIV    | журнал «Просвещение»          | 1913 | номер 2, февраль                  | сказка являлась концом рассказа «Вездесущее» |
| XXIV    | газета «Правда»               | 1913 | номер 58 от 10 марта              | сказка являлась концом рассказа «Вездесущее» |
| XXV     | газета «Правда»               | 1913 | номер 87 от 14 апреля             |                                              |
| XXVI    | газета «Русское слово»        | 1913 | номер 98 от 28 апреля             | рассказ вышел под заглавием «Пепе»           |
| XXVII   | журнал «Запросы жизни»        | 1912 | номер 12 от 23 марта              |                                              |